# Irski okrogli stolp
Irski okrogli stolpi (irsko cloigtheach (ednina), cloigthithe (množina) − dobesedno 'zvonik') so zgodnji srednjeveški kamniti stolpi, ki jih najdemo predvsem na Irskem, dva sta na Škotskem in eden je na otoku Man. Čeprav ni soglasja o njihovem namenu, predvidevajo, da so bili zvoniki pribežališča, pozneje pa uporabljeni tudi za druge namene.
V glavnem stojijo v bližini cerkve ali samostana, vrata stolpa so obrnjena proti zahodnemu vhodu cerkve, tako da je bilo brez izkopavanj mogoče ugotoviti, kje so bile včasih cerkve.

## Konstrukcija in razširjenost
Ohranjeni stolpi so visoki od 18 do 40 metrov, njihov obseg je 12 do 18 metrov. Stolp v Kilmacduaghu je največji ohranjeni stolp na Irskem (od navpičnice visi 1,7 metra) . Zidovi se razlikujejo glede na čas nastanka, prvi so iz neklesanega kamna, poznejši so lepo grajeni iz kamnoseško obdelanega kamna (klesanec). .  Spodnji del je trden zid z enimi vrati, dvignjenimi nad teren za dva do tri metre in so pogosto dostopna le po lestvi. Če so stolpi dvo- ali večnadstropni (ali se vidi, kje so bila nadstropja), po navadi leseni, menijo, da so bila nadstropja povezana z lestvami. Okna, ki so visoko zgoraj, so izrezana v kamen. Kapa (streha) je iz kamna, po navadi koničaste oblike, čeprav so nekateri stolpi zdaj okronani s poznejšimi cinami.
Glavni razlog za vhod, ki se je zgradil nad tlemi, je bila ohranitev strukturne celovitosti stavbe in ne obrambe. Stolpi so bili namreč na splošno zgrajeni na slabih temeljih. Stolp v Monasterboicu ima podzemni temelj debel le šestdeset centimetrov. Gradnja vrat na tleh bi oslabila stolp. Stavbe še vedno stojijo, ker je njihova okrogla oblika odporna proti poškodbam, del stolpa pod vhodom pa je zasut z zemljo in kamni.
Razdalja od tal do dvignjenih vrat je nekoliko višja od razdalje med prvim in drugim nadstropjem; tako bi bile velike, toge stopnice prevelike za vrata. Izkopavanja v 1990-ih, ki razkrivajo luknje, potrjujejo, da so bile zgrajene lesene stopnice. Vendar pa uporabe lestev pred gradnjo takih stopnic ni mogoče izključiti.
Stolpi so bile verjetno zgrajeni med 9. in 12. stoletjem. Na Irskem jih je bilo verjetno približno 120; večina je v ruševinah, 18 do 20 pa je skoraj popolnoma ohranjenih. Zunaj Irske so trije. Dva sta na severovzhodu Škotske: okrogli stolp Brechin in Abernethy, drugi pa je pri gradu v Peelu na otoku svetega Patrika, ki je zdaj povezan z otokom Man.
Znani stolpi so na otoku Devenish in v Glendaloughu, medtem ko je v Clondalkinu edini okrogli stolp na Irskem z izvirno kapo. Pet stolpov imajo grofije Mayo (Aughagower, Balla, Killala, Meelick in Turlough), Kilkenny in Kildare (ob stolnici Kildare, visok 32 metrov), Castledermot, Oughter Ard, Taghadoe in Old Kilcullen). Edini znani okrogli stolp s šesterokotno osnovo je v Kinneighu v pokrajini Cork, zgrajen leta 1014. Okrogli stolp v Ardmoru v grofiji Waterford, ki naj bi bil najnovejši na Irskem (12. stoletje), ima enkratno značilnost treh trakov okoli zunanjosti. 

## Namen
Namen stolpov je bil do nedavnega nekoliko nejasen. V preteklosti je bila priljubljena hipoteza, da so bili stolpi obramba pred napadalci, kot so Vikingi. Če so na stolpu opazili vikinško vojsko, je prišel lokalni prebivalec (ali duhovnik), ki je lahko dvignil lestev od znotraj. Stolpi naj bi bili uporabljeni za shranjevanje verskih relikvij in drugih dragocenosti . Toda s to hipotezo je veliko težav. Mnogi stolpi so zgrajeni na točkah, ki niso idealne za raziskovanje okolice in tam ne bi bili učinkoviti kot razgledni stolpi.
Poleg tega so bila vrata lesena in bi lahko zgorela. Poleg tega bi se dim zgorelih vrat zaradi oblike stolpa kot dimnika vlekel po notranjosti stolpa in vsi ljudje bi se zadušili. Dejansko so okrogli stolpi pri Dysert O'Dei in Aghagowerju dokazali poškodbe na vratih. Obstajajo tudi zapisi, da so ljudje v okroglih stolpih umrli.
Zato je verjetnejše, da je bil okrogel stolp zvonik in je posnemal celinski evropski slog zvonika, ki je bil takrat priljubljen. Irska beseda  za okrogli stolp je cloigtheach, ki dobesedno pomeni 'zvonik', kot je zapisal George Petrie leta 1845. 
Irski jezik se je v zadnjem tisočletju močno razvijal. Dinneen opozarja na druge izgovarjave, cluiceach in cuilceach za cloigtheach. Še posebej izraz cloichtheach pomeni  kamnita hiša. Zdi se, da je okrogli stolp edina pomembna kamnita stavba na Irskem pred prihodom Normanov v letih 1169−71.
Profesor arheologije Tadhg O'Keeffe [7] z Dublinske univerze je menil, da so bili stolpi prvotno  kraljeve kapele in navaja, kako sta bili dva (Kells in Duleek) prizorišče umora. Prav tako je menil, da so bila okna v smeri urnega kazalca, da bi posnemala vrstni red obredne procesije od povišanih vrat do samega vrha. 

## Sodobni simbolni stolpi

### Na Irskem
Grobnica Daniela O'Connella na pokopališču Glasnevin ima okrogel stolp, ki je bil zgrajen nad njo po pokopu leta 1847.
V irskem parku narodne dediščine v Ferrycarrigu v grofiji Wexford je okrogel stolp iz 19. stoletja. Postavljen je bil v spomin na ljudi iz Wexforda, ki so padli v vojni na Krimu.
V bolnišnici St. Ita v Portrannu, grofija Dublin, je bila leta 1844 izdelana replika okroglega stolpa, ki ga je v njegov spomin postavila žena politika Georgea Hampdna Evansa.
V hribih Knockmealdown v grofiji Waterford je še en spomenik v obliki 18 m visokega okroglega stolpa. Postavljen je bil leta 1935 na kraju, kjer naj bi leta 1923 padel Liam Lynch, vojaški vodja protiirske republikanske vojske med irsko državljansko vojno.
Zgodovinski ulstrski park v grofiji Tyrone ima repliko okroglega stolpa.
Chainov spominski stolp v kraju Larne v grofiji Antrim je svetilnik, izdelan v slogu okroglega stolpa. Zgrajen je bil v spomin na Jamesa Chaina, nekdanjega poslanca za Antrim.

### Zunaj Irske
Okrogli stolp je bil zgrajen leta 1997 v Irskem parku miru (Island of Ireland Peace Park) v Belgiji v spomin na irske vojake, ki so umrli v prvi svetovni vojni. 34 m visok stolp ima obliko  tradicionalnega irskega okroglega stolpa in je delno zgrajen iz kamna nekdanje vojašnice v Tipperaryju. 
Na pokopališču svete Marije v Milfordu v Massachusettsu so v poznem 19. stoletju zgradili okrogel stolp iz milfordskega granita kot spomin na irske priseljence iz osrednjega Massachusettsa, ki so tam pokopani. 
Druga cerkev, ki je bila zgrajena na kraju svetega Janeza v vzhodnem Melbournu, Victoria, Avstralija, končana decembra 1900, ima 13-metrski irski okrogli stolp na vzhodni strani. Stolp je zasnovan po zgledu Cormacove kraljeve kapele na Rock of Cashel v Tipperaryju, zgrajen leta 1137.  Struktura je zdaj del katoliškega vodstvenega centra, ki ga vodi katoliški oddelek za izobraževanje v Melbournu.

## Seznam irskih okroglih stolpov
Seznam ohranjenih irskih okroglih stolpov brez sodobnih rekonstrukcij
| Slika                                                                                       | Lokacija                                       | Grofija   | Provinca | Stanje                                    | Višina        | Opomba |
| ------------------------------------------------------------------------------------------- | ---------------------------------------------- | --------- | -------- | ----------------------------------------- | ------------- | --- |
|                                                                                             | Aghadoe                                        | Kerry     | Munster  | ruševina                                  | 5,4 m         | |
|                                                                                             | Aghagower                                      | Mayo      | Connacht | ruševina                                  | 16 m          | Druga vrata so bila vstavljena kasneje v pritličju. |
|                                                                                             | Aghaviller                                     | Kilkenny  | Leinster | ruševina                                  | 9.6 m         | Druga vrata so bila vstavljena kasneje v pritličju. |
|                                                                                             | Ardmore                                        | Waterford | Munster  | Complete                                  | 30 m          | Ima tri pasove in je zelo vitek. |
|                                                                                             | Ardpatrick                                     | Limerick  | Munster  | ruševina                                  | 3 m           | |
|                                                                                             | Ardrahan                                       | Galway    | Connacht | ruševina                                  | 3 m           | |
|                                                                                             | Armoy                                          | Antrim    | Ulster   | ruševina                                  | 10,8 m        | |
|                                                                                             | Balla                                          | Mayo      | Connacht | ruševina                                  | 10 m          | Druga vrata so bila vstavljena kasneje v pritličju. |
|                                                                                             | Castledermot                                   | Kildare   | Leinster | celoten do parapeta                       | 20 m          | Stožčasto kapo so zamenjale cine in stolp je bil pritrjen k cerkvi (ki je bila zgrajena pozneje).                                                                                |
|                                                                                             | Clondalkin                                     | Dublin    | Leinster | celoten                                   | 27,5 m        | Okrepljen s kamnito podlogo, ima kamnito stopnišče do vrat. To je najožji znan stolp z osnovnim premerom le 4,04 m.                                                              |
|                                                                                             | Clones                                         | Monaghan  | Ulster   | celoten do parapeta                       | 22,9 m        | |
|                                                                                             | Clonmacnoise O'Rourke's Tower McCarthy's Tower | Offaly    | Leinster | ruševina celoten                          | 19,3 m 17,7 m | Dva stolpa na kratki razdalji drug od drugega. O'Rourke: polna višina, vendar brez konice; ima 8 oken na vrhu. McCarthy: pritrjen na cerkev.                                     |
|                                                                                             | Cloyne                                         | Cork      | Munster  | celoten do parapeta                       | 30,5 m        | Stožčasta kapa je bila zamenjana s cinami. |
|                                                                                             | Devenish Island I                              | Fermanagh | Ulster   | celoten                                   | 25 m          | romanske konzole pod kapo |
| Second Round Tower at Devenish Co. Fermanagh                                                | Devenish Island II                             | Fermanagh | Ulster   | ruševina                                  | 0,5 m         | Temelji stolpa so neposredno ob Devenish I. |
|                                                                                             | Donaghmore                                     | Meath     | Leinster | celoten do parapeta                       | 26,6 m        | celotna višina, a brez kape |
|                                                                                             | Dromiskin Monastery                            | Louth     | Leinster | ruševina                                  | 15,25 m       | Na ostanek stolpa je dodana konična kapa. |
|                                                                                             | Drumbo                                         | Down      | Ulster   | ruševina                                  | 10,25 m       | |
|                                                                                             | Drumcliff (blizu Ennisa)                       | Clare     | Munster  | ruševina                                  | 11 m          | |
|                                                                                             | Drumcliff (blizu Sliga)                        | Sligo     | Connacht | ruševina                                  | 9 m           | |
|                                                                                             | Drumlane                                       | Cavan     | Ulster   | ruševina                                  | 12 m          | Na severni strani stolpa je mogoče določiti dve nejasni rezbariji ptic. |
|                                                                                             | Faughart                                       | Louth     | Connacht | ruševina                                  | 0,05 m        | Ostaja samo en krog velikih kamnov. |
|                                                                                             | Glendalough                                    | Wicklow   | Leinster | celoten                                   | 30,5 m        | V bližini cerkve svetega Kevina je miniaturen okrogli stolp. |
| Photo of the Irish Round Tower at Grangefertagh County Kilkenny                             | Grangefertagh                                  | Kilkenny  | Leinster | celoten do parapeta                       | 30 m          | Polna višina, vendar brez pokrova, ki je v župniji Johnstown |
|                                                                                             | Inish Cealtra (Lough Derg)                     | Clare     | Munster  | ruševina                                  | 22,3 m        | |
|                                                                                             | Inniskeen                                      | Monaghan  | Ulster   | ruševina                                  | 12,6 m        | Vrh je bil zatesnjen z opeko in cementom. |
|                                                                                             | Kells                                          | Meath     | Leinster | celoten do parapeta                       | 26 m          | cela višina brez kape |
|                                                                                             | Kilbennan                                      | Galway    | Connacht | ruševina                                  | 16,5 m        | |
| Round Tower Kilcoona                                                                        | Kilcoona                                       | Galway    | Connacht | ruševina                                  | 3 m           | |
| Photo of Kildare Irish Round Tower in the town of Kildare, in the County of Kildare Ireland | Stolnica Kildare                               | Kildare   | Leinster | celoten do parapeta                       | 32 m          | Stožčasta kapa je bila zamenjana s cinami; romansko okrasje okrog vrat. |
|                                                                                             | Stolnica St Canice, Kilkenny                   | Kilkenny  | Leinster | celoten do parapeta                       | 30 m          | Stožčasta kapa je bila zamenjana s cinami. |
|                                                                                             | Killala                                        | Mayo      | Connacht | celoten                                   | 25,5 m        | Približno na polovici stolpa je opazna izboklina. |
| Ireland Roundtower Killeany Aran Islands                                                    | Killeany/Aransko otočje                        | Galway    | Connacht | ruševina                                  | 3,02 m        | |
| Photo of Kilmallock Irish Round Tower, County Limerick, Ireland                             | Kilmallock                                     | Limerick  | Munster  | ruševina                                  | 3 m           | Le spodnji 3 m stolpa so izvirni, tisto, kar stoji nad (stolp kolegijske cerkve), je poznosrednjeveški dodatek/rekonstrukcija.                                                   |
| Round Tower Killinaboy Co.Clare                                                             | Kilnaboy                                       | Clare     | Munster  | Ruševina                                  | 3,5 m         | |
|                                                                                             | samostan Kilmacduagh                           | Galway    | Connacht | celoten                                   | 34,5 m        | Najvišji stoječ starodavni okrogli stolp. Ima 11 oken (več kot kateri koli drug stolp), vrata so od tal oddaljena 8 m (višja od vseh drugih stolpov). Leži 1,02 m od navpičnice. |
|                                                                                             | Kilree                                         | Kilkenny  | Leinster | celoten do parapeta                       | 27 m          | Stožčasta kapa je bila zamenjana s cinami. |
|                                                                                             | Castletown-Kinneigh                            | Cork      | Munster  | celoten do parapeta                       | 24,5 m        | Ima šesterokotno podlago in zapečaten vrh. |
| Round Tower Liathmore                                                                       | Liathmore                                      | Tipperary | Munster  | ruševina                                  | 0,01 m        | Odkrit leta 1969; ostaja samo 2,6 m temeljev (nenavadno globoki za irski okrogli stolp)                                                                                          |
|                                                                                             | Lusk                                           | Dublin    | Leinster | celoten do parapeta                       | 26.6 m        | Polna višina, vendar brez pokrova; je pritrjen na cerkev (ki je bila zgrajena kasneje)                                                                                           |
|                                                                                             | Maghera                                        | Down      | Ulster   | ruševina                                  | 5,4 m         | štrcelj z veliko luknjo ob strani |
|                                                                                             | Meelick                                        | Mayo      | Connacht | ruševina                                  | 21 m          | |
|                                                                                             | Mollaneen (Dysert O'Dea samostan)              | Clare     | Munster  | ruševina                                  | 15 m          | |
| I                                                                                           | Nendrum                                        | Down      | Ulster   | ruševina                                  | 4,4 m         | |
|                                                                                             | Carrigeen (Dysert Monastery)                   | Limerick  | Munster  | ruševina                                  | 21 m          | romanski okras okrog vrat |
|                                                                                             | Monasterboice                                  | Louth     | Leinster | ruševina                                  | 28 m          | |
| Photo of Old Kilcullen round tower, County Kildare, Ireland                                 | Old Kilcullen                                  | Kildare   | Leinster | ruševina                                  | 11 m          | |
| Round Tower Oran                                                                            | Oran                                           | Roscommon | Connacht | ruševina                                  | 3,9 m         | Največji premer osnove katerega koli znanega irskega okroglega stolpa pri 6 m |
| Photo of Oughterard Irish Round Tower, County Kildare, Ireland                              | Oughter Ard                                    | Kildare   | Leinster | ruševina                                  | 9,5 m         | |
| Round Tower Ram's Island                                                                    | Ram's Island, Northern Ireland                 | Antrim    | Ulster   | ruševina                                  | 12,8 m        | |
| The remains of the round tower                                                              | Rathmichael                                    | Dublin    | Leinster | ruševina                                  | 1,9 m         | |
|                                                                                             | Rattoo                                         | Kerry     | Munster  | Complete                                  | 27,4 m        | vključno Sheela na Gig |
| Photo of Roscam Irish Round Tower County Galway Ireland                                     | Roscam                                         | Galway    | Connacht | ruševina                                  | 10,98 m       | 7 ravni jasno vidnih lukenj |
|                                                                                             | Roscrea                                        | Tipperary | Munster  | ruševina                                  | 20 m          | |
|                                                                                             | Scattery Island                                | Clare     | Munster  | celoten do parapeta z delno okrnjeno kapo | 26 m          | vrata na nivoju |
|                                                                                             | Seir Kieran                                    | Offaly    | Leinster | ruševina                                  | 2,6 m         | |
|                                                                                             | St Mullin's                                    | Carlow    | Leinster | ruševina                                  | 1 m           | |
|                                                                                             | Rock of Cashel                                 | Tipperary | Munster  | celoten                                   | 28 m          | priključen cerkvi (zgrajena kasneje) |
|                                                                                             | Steeple (blizu Antrima)                        | Antrim    | Ulster   | celoten                                   | 28 m          | |
|                                                                                             | Swords                                         | Dublin    | Leinster | celoten                                   | 26 m          | Ima iznakaženo zgornje nadstropje s kamnitim križem na vrhu |
| Photo of Taghadoe Irish Round Tower County Kildare, Ireland                                 | Taghadoe                                       | Kildare   | Leinster | ruševina                                  | 19,8 m        | |
|                                                                                             | Timahoe                                        | Laois     | Leinster | celoten                                   | 29 m          | Romanski okras okrog vrat |
|                                                                                             | Tory Island                                    | Donegal   | Ulster   | ruševina                                  | 12,8 m        | |
|                                                                                             | Tullaherin                                     | Kilkenny  | Leinster | ruševina                                  | 22,5 m        | |
|                                                                                             | Turlough Abbey                                 | Mayo      | Connacht | celoten                                   | 22,9 m        | |

Vir: roundtowers.org